# Kidflix
A Kidflix a sötét weben működött pedofil tematikájú streaming oldal volt, amely 2021 és 2025 között gyermekpornográfiát tárolt. Egy meg nem nevezett kiberbűnöző hozta létre 2021-ben. A Kidflix a világ egyik legnagyobb pedofil platformja volt, 2022 áprilisa és 2025 márciusa között világszerte körülbelül 1,8 millió felhasználó jelentkezett be a Kidflixre.
A Kidflix 2025. március 11-én szüntette be működését, miután a német hatóságok rajtaütöttek az oldal szerverszobáján és leállították azt. Emellett lefoglaltak 72 000 illegális videót az oldalról és a felhasználók személyes adatait, ami 1400 gyanúsított letartóztatását eredményezte világszerte. A Kidflix elleni akcióban a Készenléti Rendőrség Nemzeti Nyomozó Iroda is részt vett.